# IC 1965
IC 1965 је спирална галаксија у сазвјежђу Мрежица која се налази на листи објеката дубоког неба у Индекс каталогу.
Деклинација објекта је - 56° 33' 14" а ректасцензија 3h 33m 10,9s. Привидна величина (магнитуда) објекта IC 1965 износи 14,9 а фотографска магнитуда 15,6. IC 1965 је још познат и под ознакама ESO 155-51, PGC 13162.